# Piastowie kujawscy
Piastowie kujawscy – linia dynastii Piastów, panująca na Kujawach i ziemi łęczyckiej, wywodząca się od Kazimierza II Sprawiedliwego, wygasła na Władysławie III Białym (zm. 1388).
Pierwszym księciem stricte kujawskim był dopiero Kazimierz I kujawski, który został władcą Kujaw w 1233. Od niego zaś wywodzą się wszyscy książęta przynależący do kujawskiej gałęzi Piastów, w tym późniejsi władcy Polski – Władysław I Łokietek i Kazimierz III Wielki.
Większość przedstawicieli tej linii była typowymi książętami dzielnicowymi końca XIII wieku, władającymi nad małymi obszarami, które czasami ulegały jeszcze pomniejszeniu w wyniku podziału pomiędzy spadkobierców. W wyniku jednak szybkiego wymierania męskiej części tej gałęzi Piastów już około 1350 większość ich ziem była włączona do Polski.

## Drzewo genealogiczne Piastów kujawskich
|                                                |                                                |                                                |                                                |                                                |                                                |                                             |                                             | Δ Kazimierz I kujawski ur. 1210/1213 zm. 14 XII 1267 |                                               |                                                      |                                                      |                                              |                                                   |                                                   |                                             |                                                       |                                                       |                                                     |                                                     |
|                                                |                                                |                                                |                                                |                                                |                                                |                                             |                                             |                                                      |                                               |                                                      |                                                      |                                              |                                                   |                                                   |                                             |                                                       |                                                       |                                                     |                                                     |
|                                                |                                                |                                                |                                                |                                                |                                                |                                             |                                             |                                                      |                                               |                                                      |                                                      |                                              |                                                   |                                                   |                                             |                                                       |                                                       |                                                     |                                                     |
| Leszek Czarny ur. 1240/1243 zm. 30 IX 1288     | Leszek Czarny ur. 1240/1243 zm. 30 IX 1288     | Ziemomysł ur. 1245/1248 zm. X/24 XII 1287      | Ziemomysł ur. 1245/1248 zm. X/24 XII 1287      |                                                |                                                |                                             |                                             |                                                      |                                               | Władysław I Łokietek ur. 1260 zm. 2 III 1333         | Władysław I Łokietek ur. 1260 zm. 2 III 1333         | Władysław I Łokietek ur. 1260 zm. 2 III 1333 | Władysław I Łokietek ur. 1260 zm. 2 III 1333      | Kazimierz (II) ur. 1262/1265 zm. 10 VI 1294       | Kazimierz (II) ur. 1262/1265 zm. 10 VI 1294 | Siemowit ur. ok. 1265 zm. ok. 1312                    | Siemowit ur. ok. 1265 zm. ok. 1312                    | Eufemia ur. ok. 1265 zm. 18 III 1308                | Eufemia ur. ok. 1265 zm. 18 III 1308                |
|                                                |                                                |                                                |                                                |                                                |                                                |                                             |                                             |                                                      |                                               |                                                      |                                                      |                                              |                                                   |                                                   |                                             |                                                       |                                                       |                                                     |                                                     |
|                                                |                                                |                                                |                                                |                                                |                                                |                                             |                                             |                                                      |                                               |                                                      |                                                      |                                              |                                                   |                                                   |                                             |                                                       |                                                       |                                                     |                                                     |
|                                                |                                                |                                                | Kunegunda ur. ok. 1295 zm. 9 IV 1331 lub 1333  | Kunegunda ur. ok. 1295 zm. 9 IV 1331 lub 1333  | Stefan ur. 1296/1300 zm. 1306                  | Stefan ur. 1296/1300 zm. 1306               | Władysław ur. 1296/1311 zm. 1312            | Władysław ur. 1296/1311 zm. 1312                     | Elżbieta Łokietkówna ur. 1305 zm. 29 XII 1380 | Elżbieta Łokietkówna ur. 1305 zm. 29 XII 1380        | Jadwiga ur. ok. 1306/1309 zm. 1320/1325              | Jadwiga ur. ok. 1306/1309 zm. 1320/1325      | Kazimierz III Wielki ur. 30 IV 1310 zm. 5 XI 1370 | Kazimierz III Wielki ur. 30 IV 1310 zm. 5 XI 1370 |                                             |                                                       |                                                       |                                                     |                                                     |
|                                                |                                                |                                                |                                                |                                                |                                                |                                             |                                             |                                                      |                                               |                                                      |                                                      |                                              |                                                   |                                                   |                                             |                                                       |                                                       |                                                     |                                                     |
|                                                |                                                |                                                |                                                |                                                |                                                |                                             |                                             |                                                      |                                               |                                                      |                                                      |                                              |                                                   |                                                   |                                             |                                                       |                                                       |                                                     |                                                     |
| Eufemia ur. 1268/1278 zm. 3 III przed 1278     | Eufemia ur. 1268/1278 zm. 3 III przed 1278     | Fenenna ur. 1268/1277 zm. koniec 1295          | Fenenna ur. 1268/1277 zm. koniec 1295          | Leszek ur. ok. 1276 zm. 27 IV 1339/13 VII 1343 | Leszek ur. ok. 1276 zm. 27 IV 1339/13 VII 1343 | Konstancja ur. 1268/1280 zm. 8 VIII 1331    | Konstancja ur. 1268/1280 zm. 8 VIII 1331    | Przemysł ur. 1277/1280 zm. IX 1338/II 1339           | Przemysł ur. 1277/1280 zm. IX 1338/II 1339    | Kazimierz ur. 1280/1284 zm. 26 VIII 1347/13 V 1350   | Kazimierz ur. 1280/1284 zm. 26 VIII 1347/13 V 1350   |                                              |                                                   | Leszek(?) ur. ok. 1300 zm. ok. 1314               | Leszek(?) ur. ok. 1300 zm. ok. 1314         | Władysław Garbaty ur. 1300/1305 zm. 5 VI 1351/IV 1352 | Władysław Garbaty ur. 1300/1305 zm. 5 VI 1351/IV 1352 | Bolesław ur. ok. 1303/1306 zm. 1 X 1327/12 III 1328 | Bolesław ur. ok. 1303/1306 zm. 1 X 1327/12 III 1328 |
|                                                |                                                |                                                |                                                |                                                |                                                |                                             |                                             |                                                      |                                               |                                                      |                                                      |                                              |                                                   |                                                   |                                             |                                                       |                                                       |                                                     |                                                     |
|                                                |                                                |                                                |                                                |                                                |                                                |                                             |                                             |                                                      |                                               |                                                      |                                                      |                                              |                                                   |                                                   |                                             |                                                       |                                                       |                                                     |                                                     |
| Elżbieta ur. ok. 1315/1323 zm. po 1353 (1373?) | Elżbieta ur. ok. 1315/1323 zm. po 1353 (1373?) | Elżbieta ur. ok. 1315/1323 zm. po 1353 (1373?) | Elżbieta ur. ok. 1315/1323 zm. po 1353 (1373?) | Władysław Biały ur. ok. 1330 zm. 1 III 1388    | Władysław Biały ur. ok. 1330 zm. 1 III 1388    | Władysław Biały ur. ok. 1330 zm. 1 III 1388 | Władysław Biały ur. ok. 1330 zm. 1 III 1388 | N.N. kilkoro dzieci zmarłych w dzieciństwie          | N.N. kilkoro dzieci zmarłych w dzieciństwie   | N.N. kilkoro dzieci zmarłych w dzieciństwie          | N.N. kilkoro dzieci zmarłych w dzieciństwie          |                                              |                                                   |                                                   |                                             |                                                       |                                                       |                                                     |                                                     |
|                                                |                                                |                                                |                                                |                                                |                                                |                                             |                                             |                                                      |                                               |                                                      |                                                      |                                              |                                                   |                                                   |                                             |                                                       |                                                       |                                                     |                                                     |
|                                                |                                                |                                                |                                                |                                                |                                                |                                             |                                             |                                                      |                                               |                                                      |                                                      |                                              |                                                   |                                                   |                                             |                                                       |                                                       |                                                     |                                                     |
|                                                |                                                |                                                |                                                | Elżbieta ur. 1326/1332 zm. 1361                | Elżbieta ur. 1326/1332 zm. 1361                | Kunegunda ur. 1327/1335 zm. 26 IV 1357      | Kunegunda ur. 1327/1335 zm. 26 IV 1357      | Anna ur. 1366 lub 1367 zm. 1425                      | Anna ur. 1366 lub 1367 zm. 1425               | Kunegunda ur. 1366/1369 zm. 1369 lub przed 3 XI 1370 | Kunegunda ur. 1366/1369 zm. 1369 lub przed 3 XI 1370 | Jadwiga ur. 1369/1370 zm. po 1380            | Jadwiga ur. 1369/1370 zm. po 1380                 | Niemierza* ur. po 1340 zm. po 4 III 1386          | Niemierza* ur. po 1340 zm. po 4 III 1386    | Jan* ur. po 1340 zm. po 12 II 1383                    | Jan* ur. po 1340 zm. po 12 II 1383                    | Pełka* ur. po 1340 zm. przed 3 XI 1370              | Pełka* ur. po 1340 zm. przed 3 XI 1370              |

Opracowanie  na podstawie: K. Jasiński, Rodowód Piastów małopolskich i kujawskich, Poznań-Wrocław 2001; gwiazdką (*) zostało oznaczone potomstwo naturalne.